# Albéric de Humbert
Pour les articles homonymes, voir Albéric, Aubry et Humbert.
Albéric de Humbert, ou Aubry de Humbert, est  archevêque de Reims de 1207 à 1218. 

## Biographie
Il participe à la croisade contre les Albigeois en 1209, ainsi qu'à la Cinquième croisade. Sur le tard, il voyage avec les troupes hongroises.
À la suite de l'incendie de la cathédrale de Reims le 6 mai 1210, c'est lui qui pose, en 1211, la première pierre du nouvel édifice qui sera achevé vers le milieu du XIIIe siècle. Quatre architectes interviennent sur sa construction : Jean d'Orbais, Jean-le-Loup, Gaucher de Reims et Bernard de Soissons.
Le personnage central de l'actuel labyrinthe de la cathédrale lui est identifié, au cœur du labyrinthe.
Il est présent au Quatrième concile du Latran en 1215.